# Судиха
Суди́ха —  село в Україні, у Берестинському районі Харківської області. Населення становить 100 осіб. Орган місцевого самоврядування — Тавежнянська сільська рада.
Після ліквідації Сахновщинського району 19 липня 2020 року село увійшло до Красноградського (Берестинського) району.

## Географія
Село Судиха знаходиться за 1,5 км від річки Вошива (правий берег). На відстані 1,5 км розташоване село Шевченкове.

## Історія
- 1881 - дата заснування.

## Економіка
- Молочно-товарна ферма.